# Arno Siewerdt
Arno Siewerdt (23 de setembro de 1934 – Pouso Redondo, 19 de outubro de 1985 ele morreu em Blumenau com 72 anos) foi um político brasileiro nascido em Itajaí Santa Catarina, Nasceu em 18 de dezembro de 1913.
Foi vereador na Câmara de Rio do Sul, eleito pelo Partido Social Democrático (PSD), com mandato de 1951 a 1956, partido pelo qual foi eleito Prefeito Municipal de Pouso Redondo, de 1964 a 1969.
Candidato a deputado estadual para a Assembleia Legislativa de Santa Catarina nas eleições de 1962 pela União Democrática Nacional (UDN), obteve 3.017 votos, ficou suplente e assumiu o cargo na 5ª Legislatura (1963-1967).